# Ez egy olyan nap
Az Ez egy olyan nap (eredeti cím: One of Them Days) 2025-ben bemutatott amerikai filmvígjáték, amelyet Lawrence Lamont rendezett. A főbb szerepekben Keke Palmer, SZA és Katt Williams látható.
Az Amerikai Egyesült Államokban 2025. január 17-én a mozikban, Magyarországon 2025. július 25-én az HBO Maxon mutatták be.

## Cselekmény
Dreux és Alyssa barátnők együtt bérelnek lakást Dél-Los Angelesben. Dreux pincérnőként dolgozik, Alyssa viszont nem dolgozik sehol, festményeket készít és művészként képzeli el magát. Dreux menedzser akar lenni és egy franchise éttermet szeretne vezetni. Egy ideje már Kishon, Alyssa barátja is velük él. A lányoknak nagyon szigorú bérbeadójuk van; Uche mindig időben követeli a lakbért. Ellenkező esetben egyszerűen kilakoltatja a hanyag bérlőt. Ma van Dreux és Alyssa bérleti díjának fizetési határideje. A lakbér fizetésére volt pénzük, amit Kishonnak kellett volna átadnia Uche-nak, de ő a pénzzel együtt valahová eltűnt.
Dreux és Alyssa elmennek Bernice-hez, Kishon másik barátnőjéhez. Ott megtudják, hogy Kishon befektette a pénzüket a saját vállalkozásába, mégpedig pólók gyártásába. Dreux és Alyssa megpróbálnak valahogy kijutni a kialakult helyzetből. Mikrohitelért mennek, de alacsony hitelképességük miatt nem kapnak pénzt. Dreux úgy dönt, vért ad, hogy pénzt szerezzen, de Alyssa és a nővér közötti vitája miatt csak egy kupont kapnak ingyen pitéért. A gyorsétteremben a barátnők találkoznak Mániákussal, aki Dreux-nak tetszik. Alyssa egyedül hagyja őket.
Egy idő után Alyssa megtalálja a kiutat a helyzetből. Az egyik utcán ritka Jordan cipőket talál a vezetékeken lógva. Sikerül leszednie őket, de áramütés éri. A lányoknak el kell menekülniük a mentőautó elől, mert nincs pénz a kórházi kezelés kifizetésére. A barátnők az interneten adják el a cipőket. Dreux elmegy az állásinterjúra. Bár az interjú zökkenőmentesen zajlik, az utcán eközben verekedés tör ki Alyssa és Bernice között. Dreux-nak be kell avatkoznia, hogy megmentse barátnőjét. A potenciális munkaadók kezdik megkérdőjelezni, hogy Dreux alkalmas-e a munkára. Bernice-nek sikerül ellopnia Dreux-tól és Alyssától a cipők eladásából származó pénzt.
Alyssának telefonál a helyi gengszter, Lolo király. közli, azok az ő cipői voltak, és a pénzt még ma este vissza kell adniuk neki. Hazatérve Dreux és Alyssa rájönnek, hogy Uche már megkezdte a kilakoltatási eljárást. A holmijukat is kivitte az utcára. Bethany, egy gazdag fehér lány, aki nemrég költözött be az egyik lakásba a házban, megnézi a cuccaikat, és elmondja, hogy megveszi az egyik festményt, amit Alyssa festett. A barátnők úgy döntenek, ezt ki fogják csinálni. Az udvarban kiállítják Alyssa festményeit, Bethany a közösségi oldalakon mesél a kiállításról gazdag barátainak és követőinek, így azok eljöhetnek és megvásárolhatják a nekik tetsző műveket. Az improvizált kiállítás sikeres. A barátnőknek sikerül pénzt keresniük, és a nő, aki az interjút vezette, közli Dreux-al, hogy nem kell aggódnia a munkája miatt.
Megjelenik Lolo király. Alyssa nem szándékozik neki pénzt adni. Dreux-al együtt elrejtőznek a lakásukban. Ott már várja őket Kishon, aki az egész lakást gyertyákkal világította meg. Bocsánatot akar kérni Alyssától, és így próbál romantikus hangulatot teremteni. Lolo király beront a lakásba. Azonban egy darab a mennyezetről ráesik, mivel a lakás veszélyes állapotban van. A gengszter elveszíti az eszméletét, felborít egy gyertyát, és tűz keletkezik. Végül a tűzoltók mentenek meg mindenkit. Az egyik tűzoltó Mániákus. A rendőrség letartóztatja Lolo királyt. Alyssa végleg szakít Kishonnal.
Később kiderül, hogy Dreux sikeres franchise-menedzser lett, Alyssa pedig híres festő. A két fiatal együtt él az újonnan felújított lakásukban.

## Szereplők
| Szerep      | Színész                | Magyar hang    |
| ----------- | ---------------------- | -------------- |
| Dreux       | Keke Palmer            | Mikecz Estilla |
| Alyssa      | SZA                    | Soltész Bözse  |
| Mama Ruth   | Vanessa Bell Calloway  | Vándor Éva     |
| Vásárló     | Lil Rel Howery         | Pavletits Béla |
| Mázlis      | Katt Williams          |                |
| Bethany     | Maude Apatow           |                |
| Mániákus    | Patrick Cage           | Papp Dániel    |
| Shayla      | Gabrielle Dennis       |                |
| Ruby        | Janelle James          |                |
| Lolo király | Amin Joseph            |                |
| Kathy       | Keyla Monterroso Mejia |                |
| Keshawn     | Joshua Neal            |                |
| Jameel      | Dewayne Perkins        |                |
| Berniece    | Aziza Scott            |                |
| Uche        | Rizi Timane            |                |
| Shameeka    | DomiNque Perry         |                |
| Joseph      | Dustin Ybarra          |                |
| Fabian      | Ray Santiago           |                |

### Magyar változat
- Magyar szöveg: Egressy G. Tamás
- Felvevő hangmérnök: Berkin Milán
- Keverő hangmérnök és vágó: Kis Pál
- Gyártásvezető: Bogdán Anikó
- Szinkronrendező: Pócsik Ildikó
- Produkciós vezető: Fodor Eszter

A szinkront a MAHIR Szinkron Kft. készítette el.

## A film készítése
2024 áprilisában bejelentették, hogy Keke Palmer és SZA kapta a főszerepet.  Ugyanezen év júliusában több más színész, köztük Lil Rel Howery és Maude Apatow is szerepet kapott a filmben. Augusztusában Perkins, Joseph, Dennis és Perry csatlakozott a szereplőgárdához. A forgatás 2024 júliusában zajlott Los Angelesben, és körülbelül 22 napig tartott. A film gyártási költsége 14 millió dollár volt.

## Bemutató
Az Ez egy olyan nap című filmet 2025. január 17-én mutatta be az Amerikai Egyesült Államokban a Sony Pictures Releasing. Eredetileg január 24-re volt tervezve. A film január 13-i Los Angeles-i premierjét a Palisades tűzvész miatt lemondták.
A film 2025. február 11-én jelent meg digitális platformokon, majd április 1-jén Blu-rayen és DVD-n is. 2025. március 31-én mutatta be a Netflix.

## Folytatás
2025 júniusában bejelentették, hogy a folytatás korai fejlesztési szakaszban van. Keke Palmer és SZA várhatóan újra eljátszák szerepeiket, az eredeti stáb visszatérésével együtt.